# Charlottenburg, Solna kommun

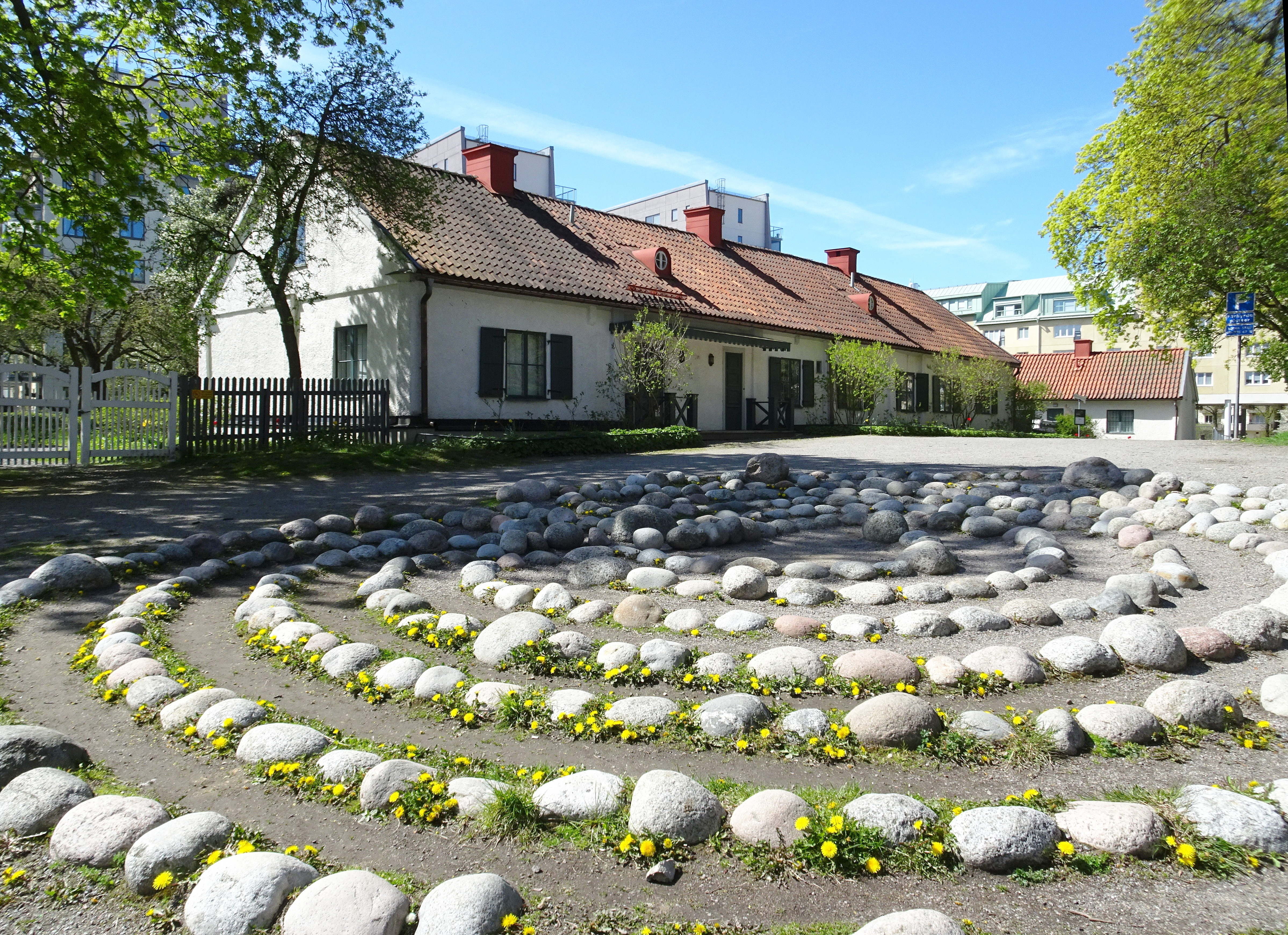
Huvudbyggnaden mot norr med sentida labyrint framför, maj 2020.

Charlottenburg i Vasalund i Solna kommun är Solnas hembygdsgård och inrymmer Solna hembygdsmuseum. Hembygdsmuseet låg tidigare i Falkenerarbostället i Solna. Till Charlottenburg hör en liten närpark med utrymme för både lek och avkoppling. Solna stad anser att "Charlottenburg bevarar sin karaktär från byggnadstiden och är idag en omistlig byggnad i Solna. Charlottenburgs gård och trädgård bör få skyddsbestämmelser i detaljplan."

## Historik

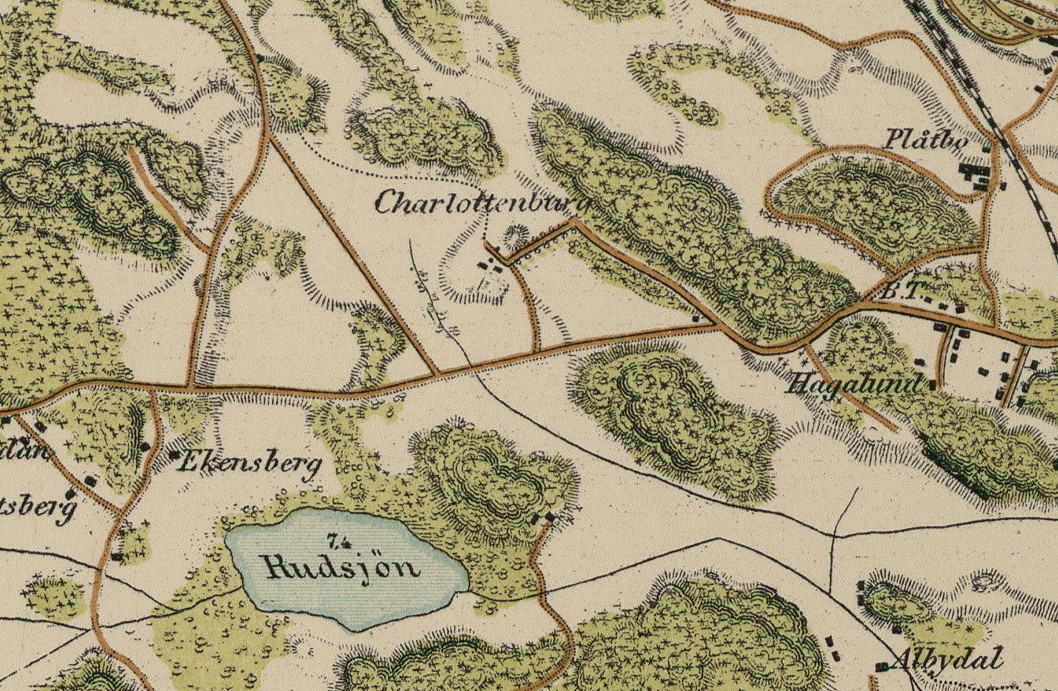
Charlottenburg med omgivning 1861.

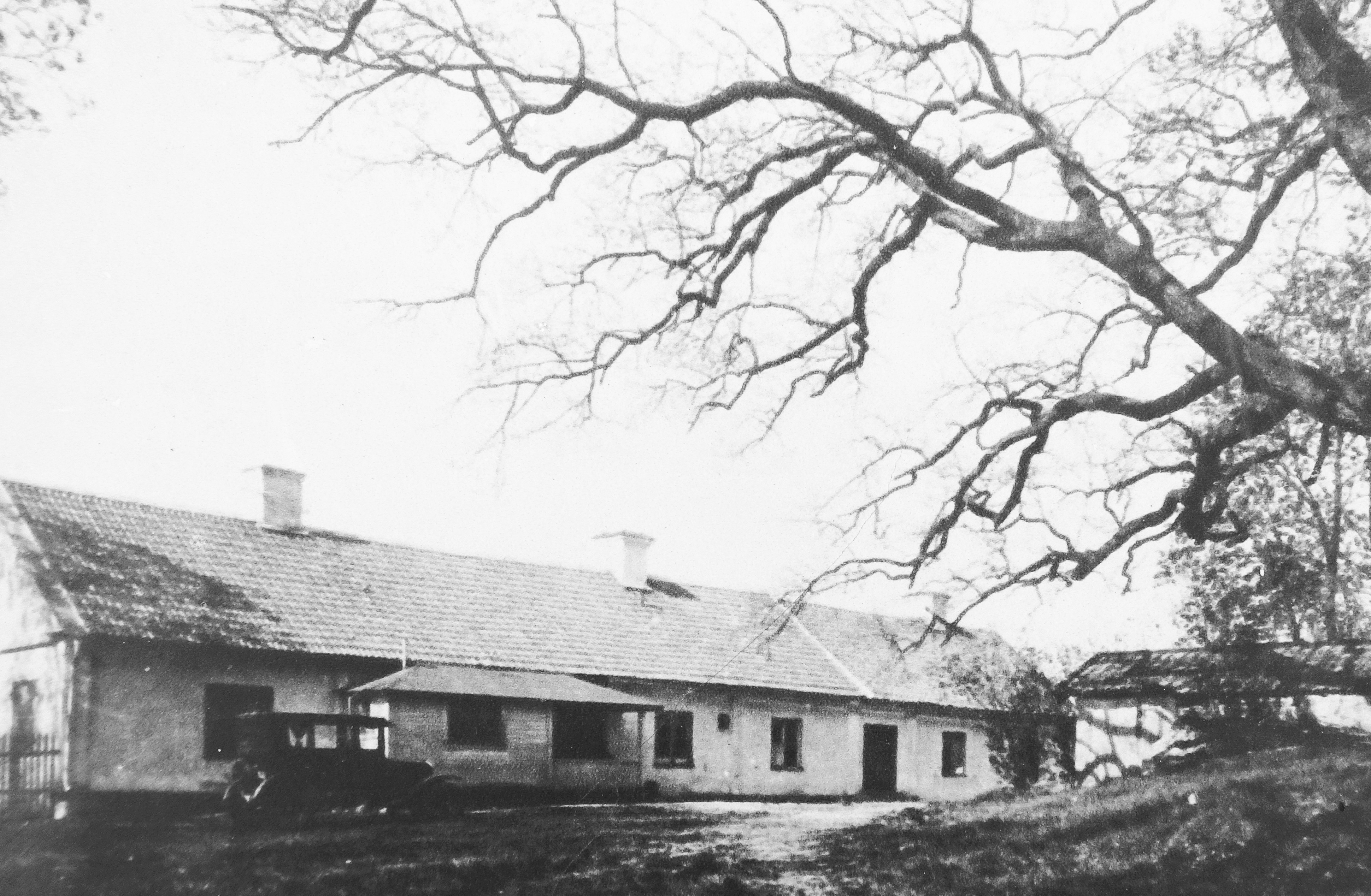
Gården från norr, tidigt 1900-tal.

Ursprungligen var Charlottenburg ett torp (kallat Frösundatorp) under Stora Frösunda. Stället redovisas som Frösunda torp på en lantmäterikarta från 1670-talet. Ägaren till gårdarna Stora Frösunda och Brahelund, Adolf Fredrik Wijnbladh (1744-1808), blev av ekonomiska skäl tvungen att sälja Stora Frösunda år 1806, men kunde behålla torpet. Han flyttade torpet till "en bekvämare plats" och lät 1801 bygga om det till det nuvarande huset med nio rum i fil. Ändringen beskrevs som "caractersbyggning om 55 alnars (33 meter) längd samt alla därtill nödiga uthus". I samband med en renovering 1990 hittades rester av det ursprungliga torpet. På Wijnblads initiativ anlades en trädgård och en liten engelsk park. Det nybyggda stället döptes till Charlottenburg efter Wijnbladhs hustru, Charlotte Arbin, som bodde kvar i huset till 1810. 
Redan 1810 avsöndrades stället från Stora Frösunda och blev sommarnöje åt det preussiska legationsrådet Fredrich von Tarrach och efter dennes död 1822 åt hans änka. Skådespelaren Gustaf Fredrikson, vars far köpte stället 1854, har skildrat sina barndomsminnet från "det gamla präktiga Charlottenburg". År 1908 övertog Råsunda Förstads AB området för exploatering för bostadsbygge. Men den gamla gården bevarades trots att en stadsplan från 1930-talet medgav bebyggelse med hyresbostäder. 
Under Råsundabolagets tid hyrdes gården först av arkitekt Hjalmar Westerlund och från år 1931 av Rådsundabornas husläkare Sven G. Hellström, som inredde en mottagning i flygelbyggnaden. När han slutade i början av 1960-talet köptes Charlottenburg av Solna kommun, som har renoverat husen för att användas som representationslokaler, förutom halva huvudbyggnaden som disponeras av Solna hembygdsförening. Mycket av husets ursprungliga karaktär finns bevarad trots många ombyggnader. Flygeln renoverades 2012 och inrymmer Solna skolmuseum.
Vid entrésidan finns ett labyrint av stenar, en så kallad "jungfrudans" som skapades 1990. Inne på gårdens engelska park märks en smedja som ursprungligen stod på Lilla Frösunda och ett pumphus från Hagalunds torg.

### Bilder

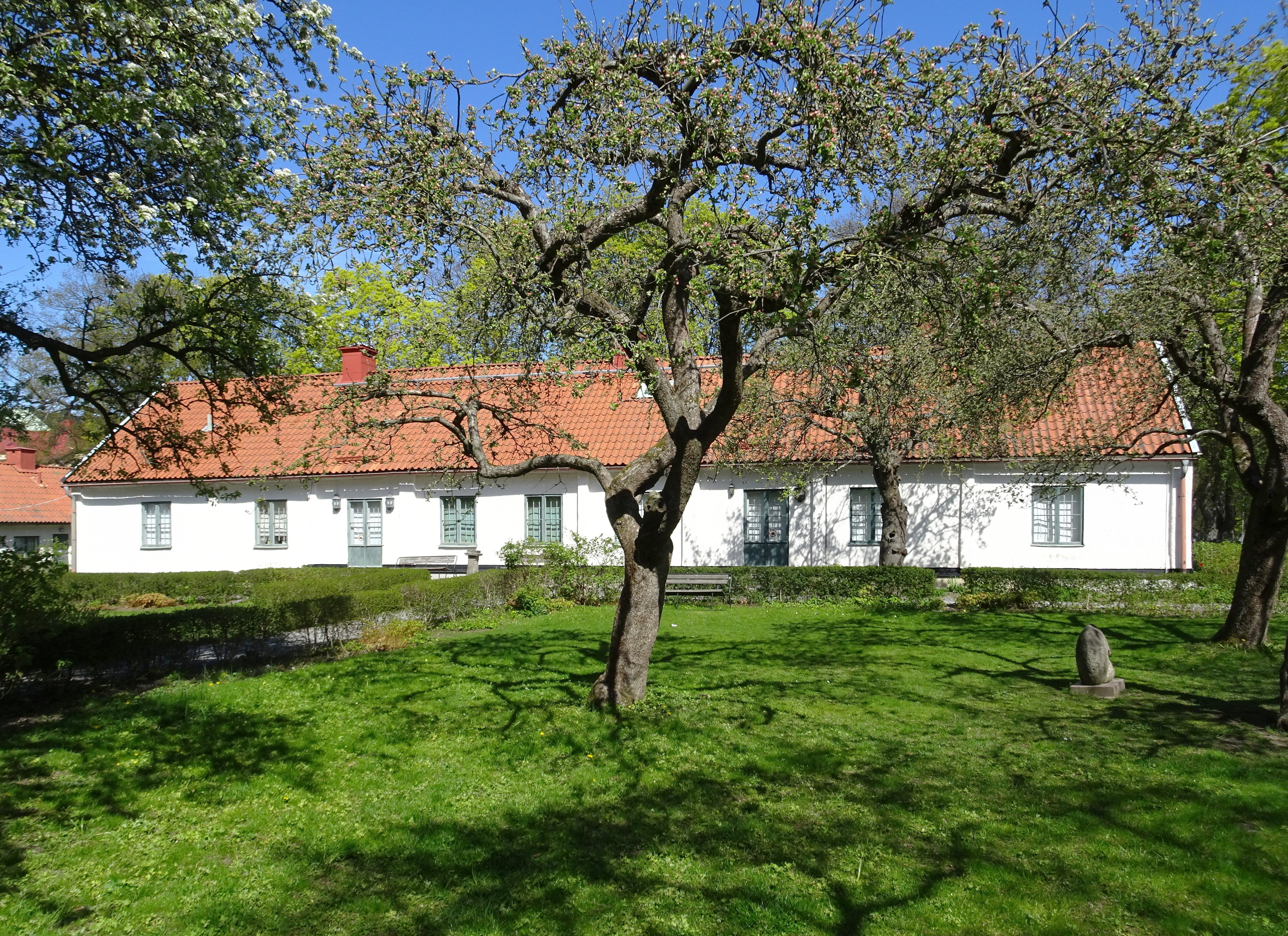
Huvudbyggnaden från söder.
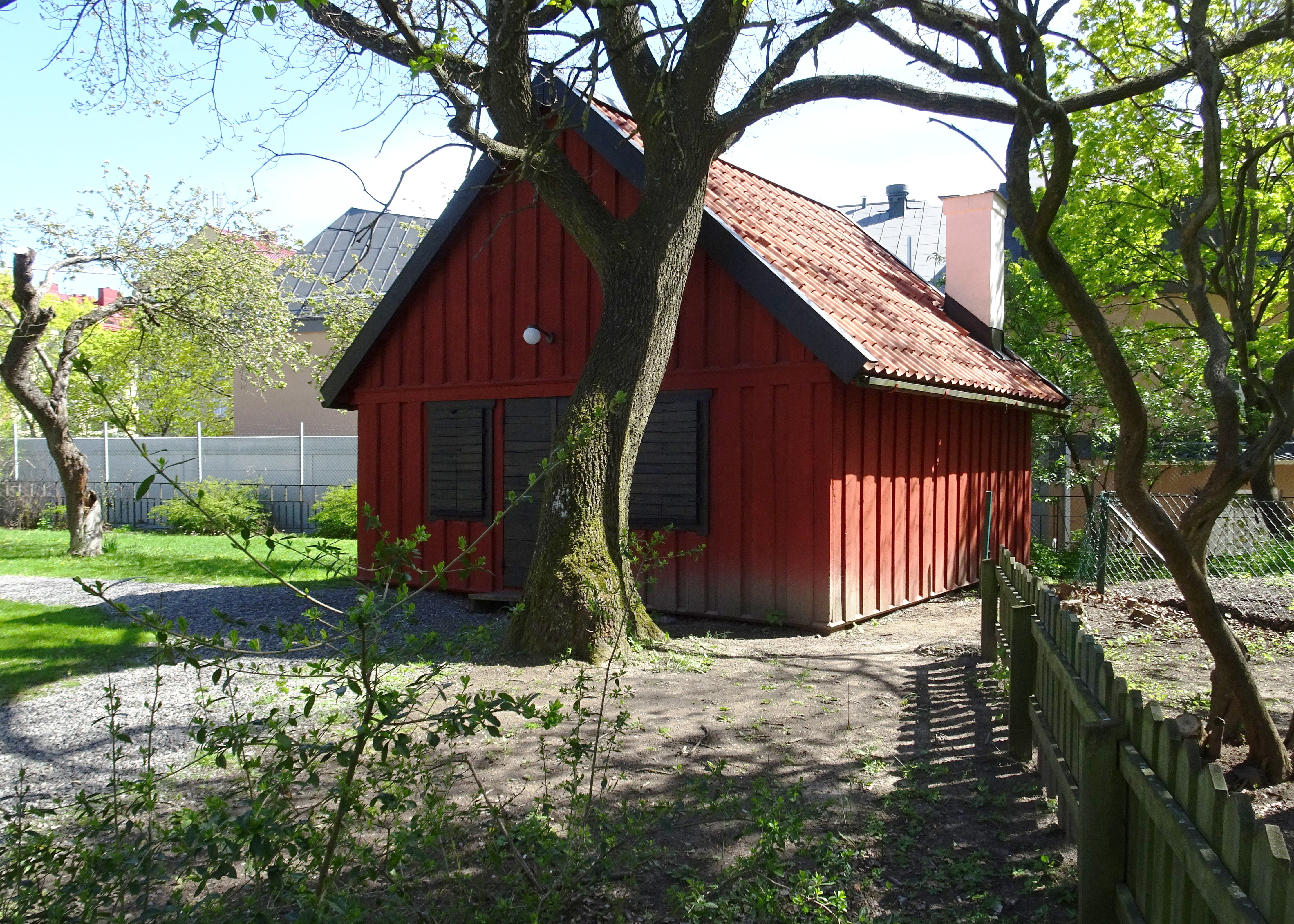
F.d. smedja från Lilla Frölunda.
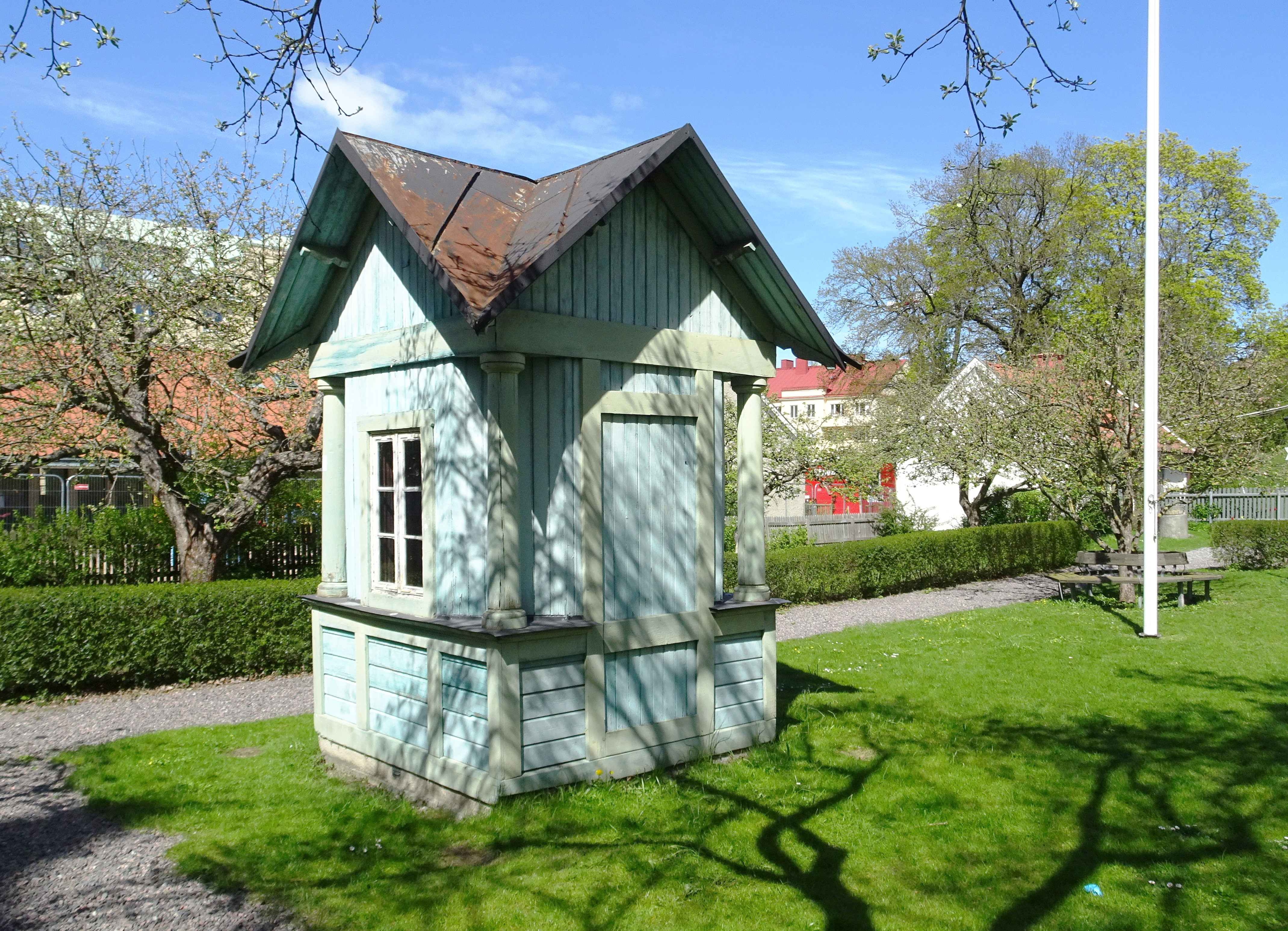
F.d. pumphus från Hagalund.
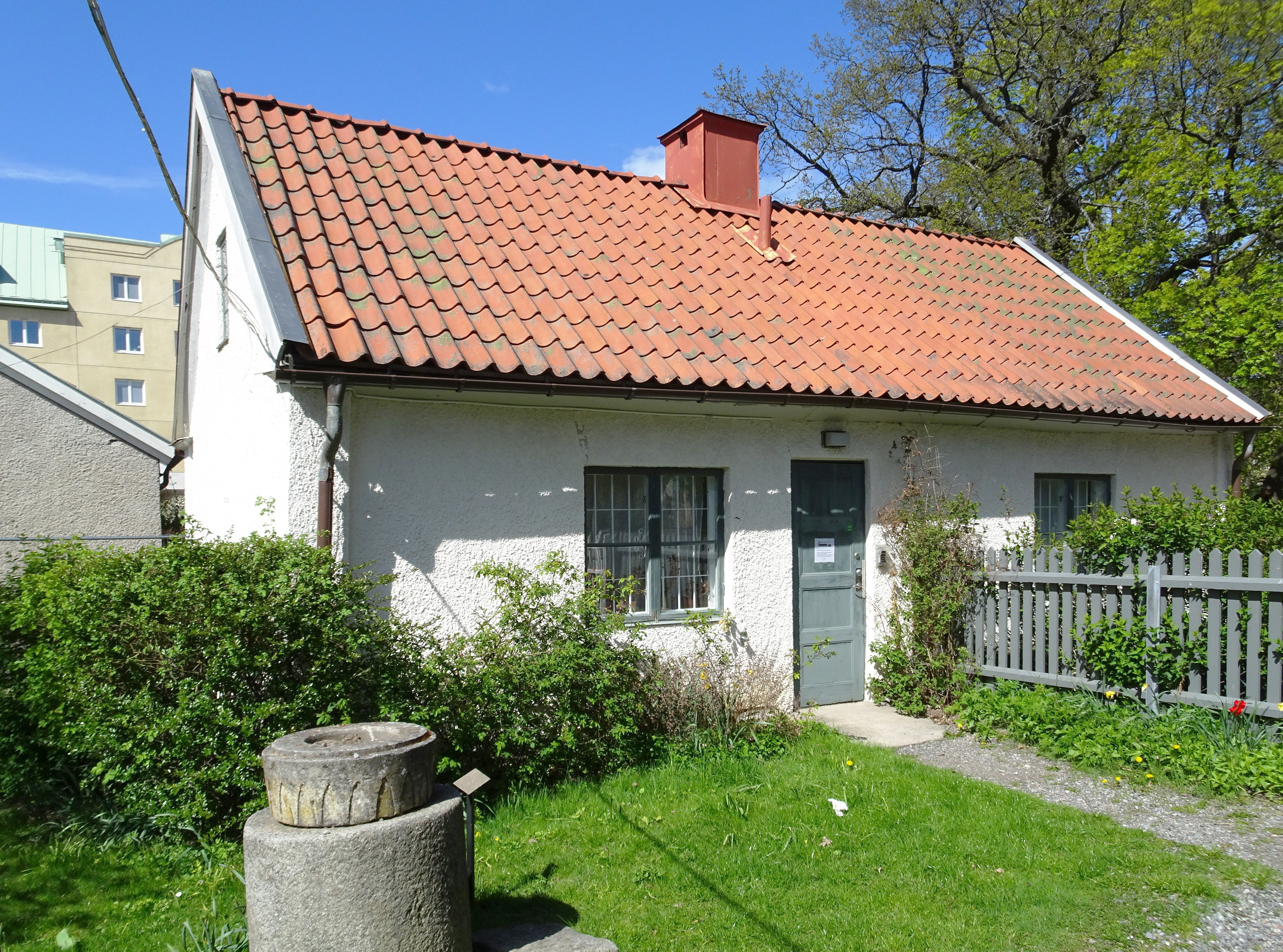
Flygeln med skolmuseet.
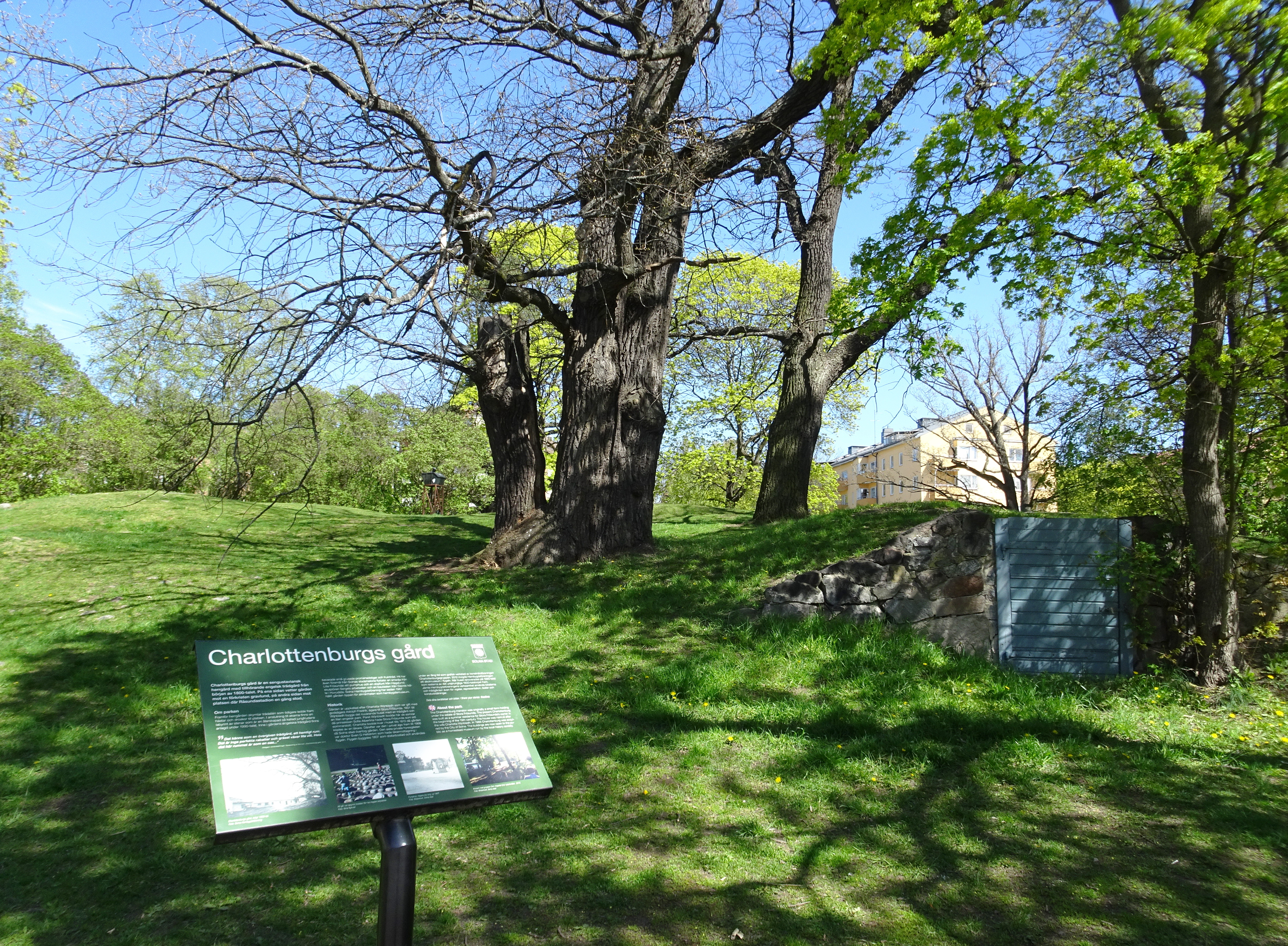
Parken norr om huvudbyggnaden.